# Zehnkampf-Länderkampf der Männer 1975 BR Deutschland – Sowjetunion
| 12. Leichtathletik-Länderkampf mit bundesdeutscher Beteiligung 1975 | 12. Leichtathletik-Länderkampf mit bundesdeutscher Beteiligung 1975 |
| ------------------------------------------------------------------- | ------------------------------------------------------------------- |
|                                                                     |                                                                     |
| Zehnkampf-Vergleich der Männer: BR Deutschland – Sowjetunion        |                                                                     |
| Austragungsort                                                      | Bremen                                                              |
| Wettbewerbe                                                         | 1                                                                   |
| Datum                                                               | 16./17. August                                                      |
| 1. URS 2. FRG                                                       | 45.240 Punkte 44.883 Punkte                                         |
| Chronik                                                             |                                                                     |
| ← USA-FRG-Panafrika (F)                                             | FRG-URS 5kampf (F) →                                                |

Im zwölften Vergleich des Länderkampfjahres 1975 wurden wieder die Zehnkämpfer aktiv. Gegner waren wieder einmal die starken Athleten aus der Sowjetunion. Am 16./17. August trafen sich die beiden Mannschaften zu ihrer achten Aufeinandertreffen in Bremen. Die Zwischenbilanz lautete fünf zu zwei für die UdSSR. Zur gleichen Zeit wurde das Europacupfinale in Nizza – ohne Mehrkampf – ausgetragen und auch die Mehrkämpferinnen der beiden Länder trafen sich am selben Termin in Bremen zu einem eigenen Vergleich.

## Modus
Jede Nation konnte acht Zehnkämpfer stellen, von denen die sechs Besten durch Addition ihrer Punkte gewertet wurden.

## Ergebnis
Die sowjetischen Vertreter belegten in der Einzelwertung die ersten drei Ränge. In der Addition der Punkte für die einzelnen Zehnkämpfer sah es allerdings knapper aus. Doch am Ende mussten sich die bundesdeutschen Athleten auch diesmal wieder geschlagen geben, die Sowjetunion siegte mit 45.240 zu 44.883 Punkten.

## Legende
Kurze Übersicht zur Bedeutung der Symbolik – so üblicherweise auch in sonstigen Veröffentlichungen verwendet:
| DNF | nicht im Ziel (did not finish)                   |
| DNS | nicht am Start (did not start)                   |
| w   | Rückenwindunterstützung über dem erlaubten Limit |

## Resultat
| Platz | Name                  | Nation | Punkte | 100 m  | Weit- sprung | Kugel- stoßen | Hoch- sprung | 400 m  | 110 m Hürden | Diskus- wurf | Stabhoch- sprung | Speer- wurf | 1500 m     |
| ----- | --------------------- | ------ | ------ | ------ | ------------ | ------------- | ------------ | ------ | ------------ | ------------ | ---------------- | ----------- | ---------- |
| 01    | Toomas Suurväli       | URS    | 7684   | 11,3 s | 6,94 m       | 13,87 m       | 1,83 m       | 50,1 s | 14,9 s w     | 44,12 m      | 4,40 m           | 64,48 m     | 4:24,2 min |
| 02    | Peter Pöld            | URS    | 7634   | 11,0 s | 6,73 m       | 14,06 m       | 1,86 m       | 50,6 s | 15,1 s w     | 44,12 m      | 4,40 m           | 59,16 m     | 4:34,4 min |
| 03    | Jean Lember           | URS    | 7617   | 11,2 s | 6,61 m       | 15,36 m       | 1,98 m       | 52,5 s | 15,5 s w     | 46,18 m      | 4,40 m           | 60,32 m     | 4:44,0 min |
| 04    | Kurt-Walter May       | FRG    | 7563   | 10,9 s | 7,13 m       | 13,95 m       | 1,86 m       | 50,0 s | 15,1 s w     | 41,72 m      | 4,20 m           | 47,88 m     | 4:27,6 min |
| 05    | Dieter Leyckes        | FRG    | 7522   | 11,1 s | 6,97 m       | 13,89 m       | 1,92 m       | 50,1 s | 16,0 s w     | 38,90 m      | 4,20 m           | 57,74 m     | 4:26,4 min |
| 06    | Boris Iwanow          | URS    | 7509   | 11,2 s | 6,76 m       | 14,32 m       | 1,92 m       | 52,2 s | 14,8 s w     | 39,84 m      | 4,20 m           | 67,86 m     | 4:45,2 min |
| 07    | Alexander Warnsdorfer | FRG    | 7487   | 10,8 s | 7,04 m       | 13,08 m       | 1,86 m       | 49,6 s | 14,6 s w     | 38,78 m      | 4,10 m           | 48,44 m     | 4:31,2 min |
| 08    | Winfried Hartweck     | FRG    | 7451   | 11,1 s | 6,92 m       | 12,81 m       | 1,86 m       | 51,0 s | 15,4 s w     | 40,58 m      | 4,40 m           | 57,46 m     | 4:32,0 min |
| 09    | Boris Tolmatschew     | URS    | 7443   | 11,3 s | 6.98 m       | 12,63 m       | 1,95 m       | 51,5 s | 15,6 s w     | 37,85 m      | 4,20 m           | 60,68 m     | 4:22,5 min |
| 10    | Rudolf Brumund        | FRG    | 7434   | 11,0 s | 6,66 m       | 12,67 m       | 1,92 m       | 49,2 s | 15,8 s w     | 37,86 m      | 3,80 m           | 61,66 m     | 4:19,4 min |
| 11    | Rudi Hausner          | FRG    | 7426   | 11,0 s | 7,25 m       | 11,86 m       | 1,83 m       | 49,7 s | 14,8 w       | 39,52 m      | 4,10 m           | 59,78 m     | 4:24,6 min |
| 12    | Helmut Kammermeier    | FRG    | 7364   | 10,9 s | 6,81 m       | 14,16 m       | 1,75 m       | 52,2 s | 14,7 s w     | 40,32 m      | 3,80 m           | 65,44 m     | 4:41‚0 min |
| 13    | Juri Tschistjakow     | URS    | 7353   | 11,3 s | 6,90 m       | 14,35 m       | 1,83 m       | 52,2 s | 15,4 s w     | 44,60 m      | 4,20 m           | 57,12 m     | 4:44,8 min |
| 14    | Juri Bessarab         | URS    | 7318   | 10,8 s | 6,80 m       | 13,25 m       | 1,89 m       | 50,5 s | 15,9 s w     | 40,92 m      | 4,00 m           | 53,54 m     | 4:41,8 min |
| 15    | Alexander Blinjaiew   | URS    | 6756   | 11,6 s | 6,79 m       | 14,27 m       | 1,80 m       | 55,1 s | 15,4 s w     | 47,40 m      | 4,40 m           | 59,20 m     | DNF        |
| DNF   | Klaus Flakus          | FRG    |        | 11,0 s | 6,88 m       | 13,78 m       | 1,75 m       | 53,1 s | 15,5 s w     | 43,02 m      | 3,60 m           | DNS         |            |